# Takeda Shingen
Takeda Shingen (武田信玄) (1 de dezembro de 1521 — 13 de maio de 1573) nasceu em Shinano, na província de Kai. Foi um proeminente daimyo, ou senhor feudal com prestígio militar, que procurou o controle do Japão, na fase tardia do Sengoku.

## Nome
De nome Takeda Katsuchiyo, teve seu nome trocado para Takeda Harunobu com autorização do xogun Ashikaga Yoshiharu. Em 1559, mudou novamente o nome, desta vez para Takeda Shingen. Shin significa acreditar/crer e Gen significa preto (ambos em chinês). Preto é a cor da verdade e da inteligência no budismo. Ele também é conhecido como Tigre de Kai. 
Shingen era conhecido por sua forte preocupação com seu exército e sua senso de justiça, era impiedoso com criminosos e não admitia atos desleais. Nunca construiu nenhum castelo ou cidade para estabelecer a ele e seu exército, houve um período em que ele viveu em uma mansão em Kofu, dispensando um castelo, que seria muito mais seguro, pois dizia ter mais fé na lealdade de seu povo que nas paredes de uma fortificação. Ele acreditava que a vida fácil e afortunada poderia arruinar a lealdade de seus guerreiros para com ele, pois acreditava que, se os seus bushi vissem na sua fortaleza, poderiam ser mais invencíveis que quaisquer outros.

## Biografia

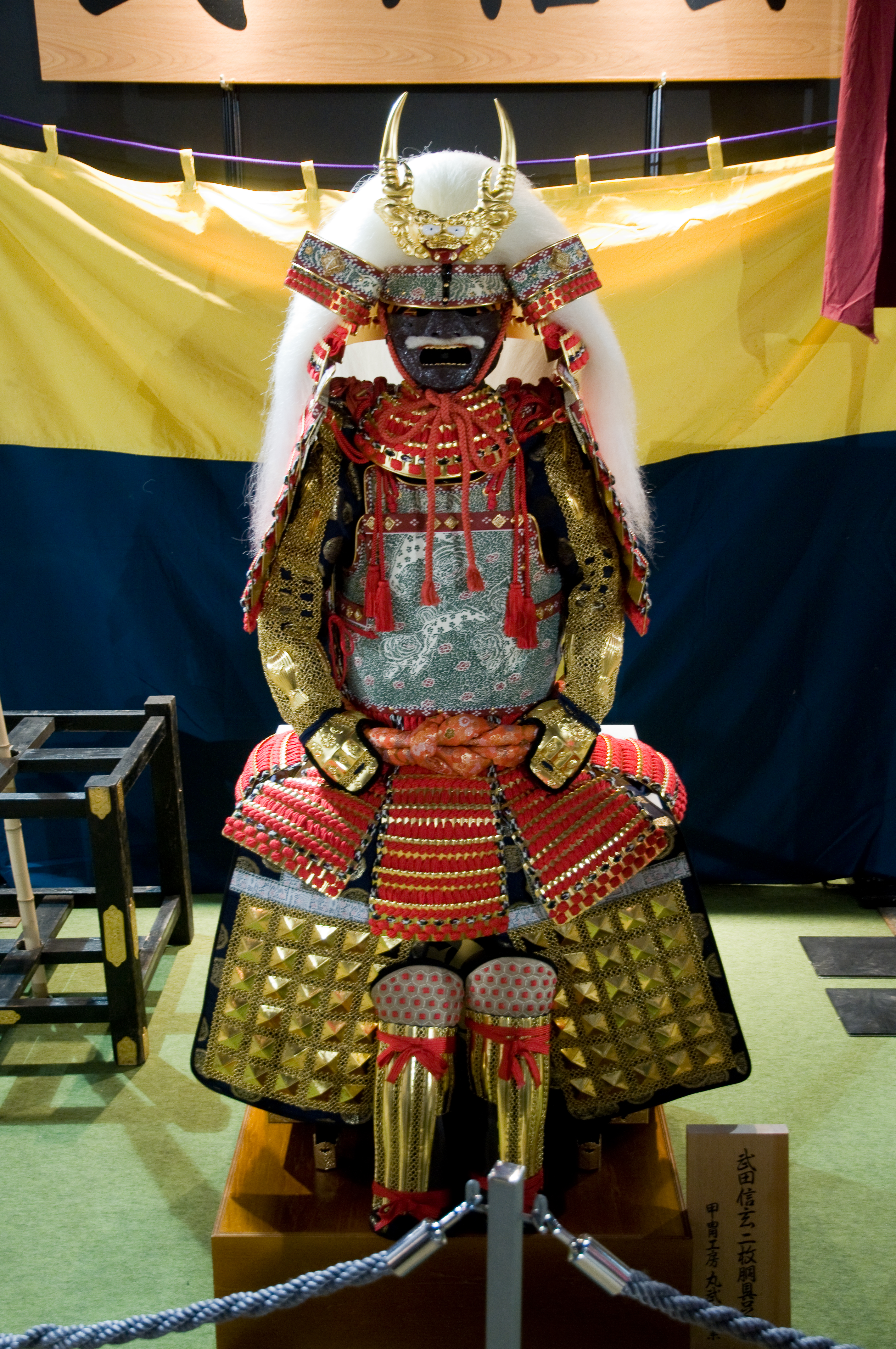
Armadura de Takeda Shingen

Shingen foi o primeiro filho de Takeda Nobutora, líder do clã Takeda e daimyo de Kai. 
Auxiliou o pai na administração da província e no relacionamento dentro e fora do clã, tornando-se desde jovem influente reconhecido em seu clã. Em algum momento rebelou-se contra o pai. Nobutora então escolheu como sucessor, seu outro filho Takeda Nobushige. Shingen então tomou o poder, enviando seu pai para a província de Suruga, onde ele ficou sobre custódia do clã Imagawa, formando uma aliança entre os dois clãs. Sucedeu seu pai no comando do clã aos 21 anos. 

## Primeiro comando no poder

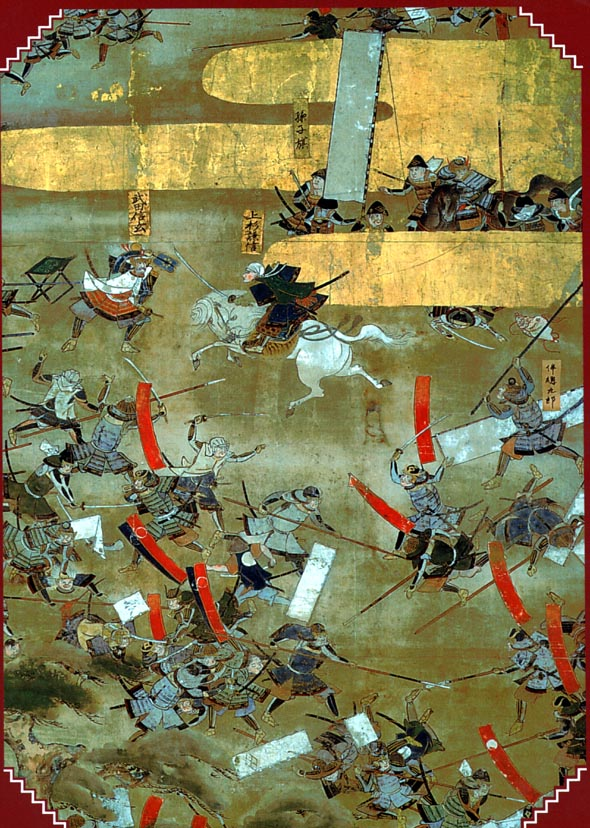
Batalha de Kawanakajima em 1561

Seu primeiro ato após obter total controle do clã, foi conquistar os arredores de Kai, começando por toda Shinano. Os maiores daimyos de Shinano marcharam juntos na esperança de neutralizar o clã Takeda antes que ele tivesse chance de expandir seus domínios. Esperando derrotá-lo em Fuchu onde Shingen reuniria tropas, foram surpreendidos pelo repentino ataque das forças Takeda quando ainda estavam em Sezawa. Aproveitando-se da confusão Takeda Shingen venceu a batalha rapidamente, partindo imediatamente para a conquista de Suwa, no cerco de Kuwabara, antes de mover-se para a central de Shinano e derrotar Tozawa Yorichika e Takato Yoritsugu. Em Uehara, Murakami Yoshikyo derrotou dois generais de Takeda vencendo a batalha, para logo após ser derrotado pelo Tigre de Kai. Murakami abandonou a região e refugiou-se sobre a proteção do clã Uesugi. Após a conquista de Shinano, Takeda Shingen enfrentou Uesugi Kenshin, o Dragão de Echigo, que se tornou se maior rival. A rivalidade dos dois se tornou lendária e eles se enfretaram cinco vezes na batalha de Kawanakajima. Essas batalhas eram em geral compostas de pequenas escaramuças. O único grande conflito foi na 4ª batalha de Kawanakajima onde as forças de Uesugi conseguiram abrir uma trilha através das forças de Takeda, permitindo que o Tigre de Kai e o Dragão de Echigo se confrontassem num combate homem a homem. Uesugi Kenshin partiu sobre seu cavalo atacando com sua espada mas Takeda Shingen conseguiu se defender, com seu gunpai, do que seria o golpe fatal. Não se pôde determinar quem venceu esse combate particular e nem a batalha, já que ambos perderam muitos soldados, porém Takeda Shingen perdeu um importante general, Yamamoto Kansuke, além de seu irmão, Takeda Nobushige.

## Pausa de Conquista
Depois disso, o clã Takeda sofreu com duas perdas. Takeda Shingen descobriu dois planos para acabar com ele. Um foi de seu primo, Katanuma Nobumoto, que foi ordenado a cometer seppuku. E o outro, poucos anos depois, de seu próprio filho, Takeda Yoshinobu. Seu filho foi confinado em Tokoji, onde morreu dois anos depois. Não está certo se essa morte foi natural ou ordenada por Shigen. Isto deixou Shingen sem herdeiro, por um tempo, entretanto ele teve mais filhos, sendo sucedido por seu 4º filho, Takeda Nobumori. 
Em 1564, depois de ter derrotado completamente Shinano e ter conquistado alguns castelos dos Uesugi, Shingen manteve seu reino razoavelmente controlado, tendo como incidentes apenas casuais invasões e problemas internos. Durante este período, ele ordenou a construção da ponte Fuji que foi a maior atividade de seu tempo. 

## Nova expansão
Depois que Imagawa Yoshimoto (um aliado de Takeda Shingen) foi morto por Oda Nobunaga, Shingen atacou Imagawa, agora sobre a liderança do incompetente Imagawa Ujizame, filho de Yoshimoto. Uma aliança foi formada entre o clã Takeda e o clã Tokugawa para a tomada das terras de Imagawa.
Em 1570, as tropas de Ieyasu capturaram a Província de Totomi, enquanto as tropas de Shingen capturavam a Província de Suruga (incluindo a capital dos Imagawa).

## Última batalha e morte
Quando ele tinha 49 anos, era o único daimyo com o necessário poder e habilidades táticas que poderia deter os planos de Oda Nobunaga de unificar o Japão sob seu comando. Takeda Shingen enfrentou as forças de Tokugawa Ieyasu (aliado de Oda Nobunaga) em 1572, capturou Futamata, avançou e uma vez mais se enfrentaram na batalha de Mikatagahara. Em Mikatagahara, Shingen derrotou um exército combinado de forças Tokugawa e Oda porém a vitória não foi decisiva. 
Depois de derrotar Ieyasu, Shingen avançou para Mikawa, mas morreu doente em seu acampamento.

## Após a morte

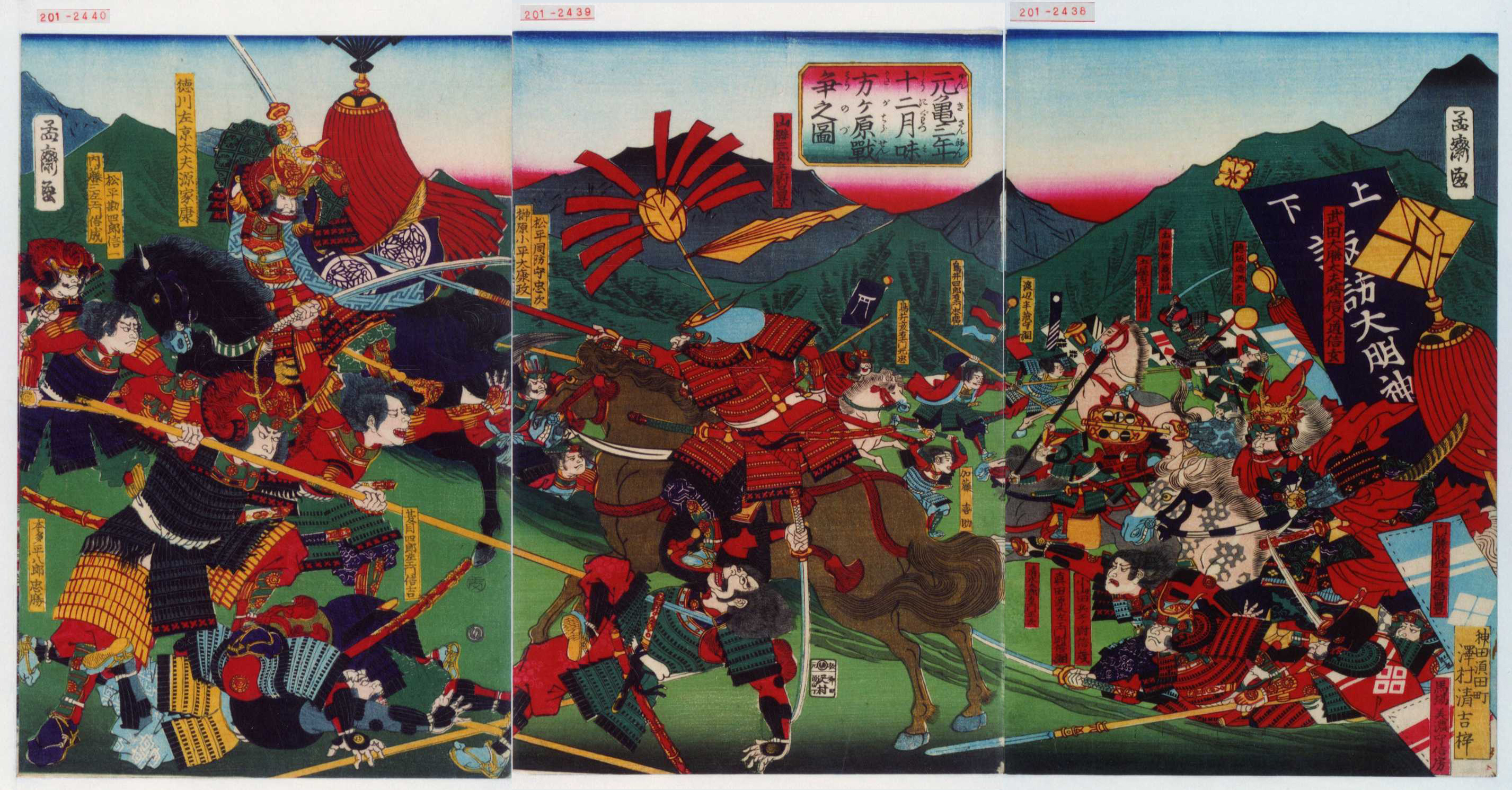
Batalha de Mikatagahara

Após a morte de Takeda Shingen, Takeda Katsuyori, seu 4º filho, tornou-se daimyo do clã Takeda. Ambicioso, ele quis manter o legado do pai e avançou com suas tropas para Mikawa. Oda Nobunaga apoiou Tokugawa Ieyasu e massacraram a famosa cavalaria do clã Takeda utilizando entre mil e 3 mil homens armados com arcabuz (soldados de Nobunaga), na batalha de Nagashino. Após, Ieyasu derrotou finalmente os Takeda na batalha de Temmokuzan. Katsuori cometeu suicidio depois da batalha e o clã Takeda nunca mais se recuperou.

## Takeda Shingen na ficção e no cinema
A morte fictícia de Takeda Shingen à bala é a origem do filme Kagemusha de Akira Kurosawa. No episódio intitulado "A Espada de Shingen" do tokusatsu Jiraiya, o Incrível Ninja, há referência da espada "Nobutora" que, segundo a série, seria de propriedade de Takeda Shingen. Segundo Toha (Jiraiya), ao tentar convencer Igyōnin Beni Lagarto a entregá-la, esta espada não poderia pertencer a uma pessoa em particular, pois seria um tesouro nacional japonês.